# Inalador

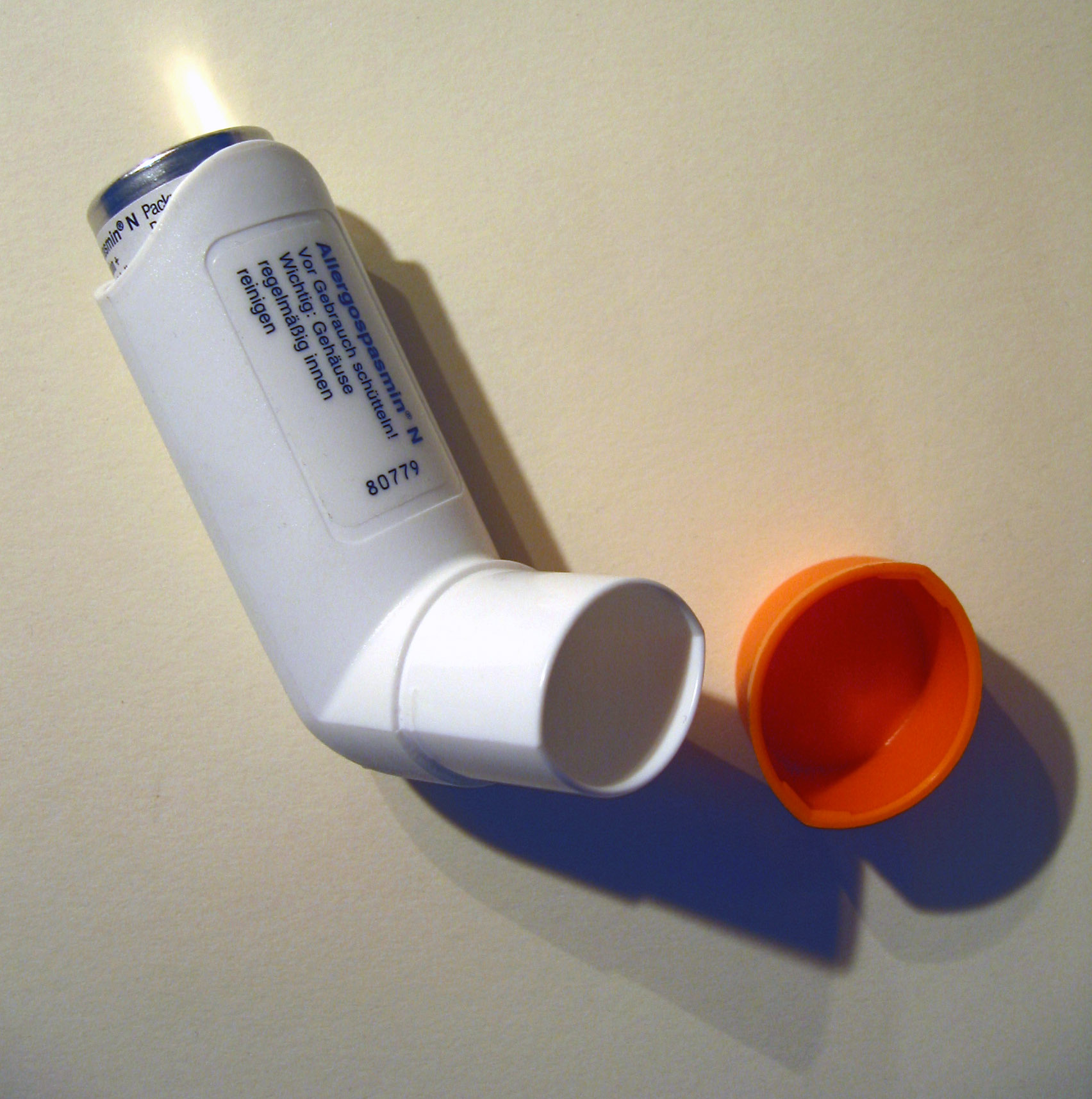
Inalador dosimetrado destinado ao tratamento de sintomas de asma.

Um inalador é um dispositivo médico usado para administrar medicamentos através dos pulmões. É usado principalmente no tratamento de asma e da doença pulmonar obstrutiva crónica (DPOC). De modo a reduzir a deposição do fármaco na boca e garganta e para reduzir a necessidade de sincronização precisa da ativação do dispositivo com o início da inalação, os inaladores são muitas vezes usados em conjunto com um espaçador de asma.

## Tipos

### Inaladores dosimetrados
Os inaladores dosimetrados, também designados MDI (do inglês "metered dose inhaler") são o tipo mais comum de inalador. O medicamento é armazenado numa solução num recipiente pressurizado misturado com um propelente, embora possa também ser armazenado em suspensão. Este recipiente metálico é montado num plástico que permite a ativação manual. Durante a ativação, o inalador dosimetrado liberta uma dose precisa de medicamento em aerossol.

### Inaladores de pó seco
Os inaladores de pó seco, também designados DPI (do inglês "dry poweder inhaler") libertam uma dose de medicação em pó que é inalada através de um dispositivo.

### Nebulizadores
Os nebulizadores administram o medicamento na forma de aerossol criado a partir de uma formulação aquosa.